# Johnny Gold
Jesse John Gold (25 de junio de 1932-7 de octubre de 2021) fue el propietario y operador de un club nocturno británico. Después de la educación en Brighton College y el Servicio Nacional con el Sexto Real Regimiento de Tanques, Gold trabajó brevemente en las casas de apuestas de su padre. Se mudó a Londres a mediados de la década de 1950 y Oscar Lerman lo contrató para dirigir el club nocturno Dolly. En 1969, con Lerman y Bill Ofner, fundó la discoteca Tramp. Gold pensó que el club podría sobrevivir solo de 2 a 3 años, pero se hizo popular entre las celebridades. Vendió su participación en 1998, pero permaneció hasta 2003 como «saludador en jefe». Gold se retiró a las Bahamas.

## Primeros años
Jesse John Gold nació el 25 de junio de 1932 en Stamford Hill, Londres. Era hijo de Sam Gold, un corredor de apuestas y exsombrerero judío. A la edad de siete años, la familia de Gold se mudó a Brighton, Sussex. Asistió a la Universidad privada de Brighton de 1940 a 1945 como interno, en lugar de asistir día a día, porque «quería sentirse más parte de ella». Se desempeñó mal en las materias académicas, prefiriendo los deportes de campo y el boxeo. Después de la escuela, pasó de 1950 a 1952 en el Servicio Nacional en Alemania con el Sexto Real Regimiento de Tanques. Al regresar a Inglaterra, trabajó en la tienda de apuestas de su padre.
A mediados de la década de 1950, Gold se había trasladado a Londres para trabajar en la industria de la confección. Frecuentó los clubes Nightingale y Crazy Elephant donde conoció al actor estadounidense John Wayne, quien lo ayudó a ligar mujeres. Conoció a Oscar Lerman a través de su asistencia a clubes. Lerman había fundado el Ad Lib Club en 1964 y posteriormente contrató a Gold para dirigir su club Dolly's a pesar de su falta de experiencia. Dolly's se puso de moda y fue frecuentado por algunos de The Beatles, The Rolling Stones, los gemelos Kray, David Bailey, George Best y Keith Moon.

## Tramp
Gold, Lerman y Bill Ofner se unieron como socios comerciales para abrir Tramp, un club nocturno en Jermyn Street de Londres, en diciembre de 1969. Gold tenía la responsabilidad principal de administrar el club. Se posicionó como una alternativa a los elegantes clubes de cena que estaban de moda y recibió su nombre en honor al personaje cómico interpretado por Charles Chaplin (llamado Tramp en inglés, pero conocido como Charlot en habla hispana). Tramp comenzó con 300 miembros famosos, cada uno pagando una tarifa anual de 10 guineas. Gold pensó que el club podría durar solo dos o tres años antes de que las celebridades se mudaran a otro lugar, pero se sorprendió por su continua popularidad. Cultivó una reputación de discreción, prohibiendo fotografías en el interior e impidiendo la entrada de paparazzi y escritores de chismes. Cuando un periódico describió a Tramp como un club de mala reputación al que asistían «pequeños pedazos de mal gusto», Gold demandó y ganó una indemnización.
El club era popular entre Jackie Collins, quien comparó a Gold con «una vieja puta, siempre ahí, siempre lista para tus demandas y siempre preparada para darte un buen rato». Las escenas del club nocturno en la película de 1978 The Stud, basada en la novela de 1969 de Collins, fueron filmadas en Tramp. Gold pensó que el personaje del gerente del club en la película podría haberse basado en él. A pesar de una serie de acciones reportadas en el club, Gold rara vez prohibió a ninguno de sus habituales. Cuando Keith Moon destruyó una lámpara de araña, fue vetado por un mes, pero Gold redujo esto a 48 horas después de que Moon lo llamó llorando y le envió un pago de £ 500 en efectivo. En un momento, la cuenta de la barra de Moon alcanzó las 14 000 libras esterlinas.
Gold se hizo amigo cercano del productor de cine Dodi Al-Fayed a través del club. Gold afirmó que una noche arrastró a Al-Fayed lejos de una joven en el club, cuando Al-Fayed protestó, Gold le dijo: «Sucede que sé que se está acostando con tu padre» (el multimillonario Mohammed Al-Fayed). Una noche, Dodi Al-Fayed se enteró de que era el cumpleaños de la esposa de Gold; se quitó la cadena de oro Cartier que llevaba alrededor del cuello y se la dio.
Gold generalmente regresaba a casa del club alrededor de las 5:00 a. m. para sacar a pasear a sus dos perros alsacianos. Estableció una sucursal de Tramp en Los Ángeles en la década de 1980. En 1995, Gold asistió al funeral de Gordon White, el barón White de Hull en su calidad, dijo The Times, como propietario de uno de «los clubes nocturnos más de moda de Londres para los escandalosamente ricos». En 1998, vendió su participación en Tramp a la empresa inmobiliaria Caledonian Heritable, con sede en Edimburgo. Continuó como empleado del club durante cinco años como «saludador en jefe», ya que era la única persona que conocía personalmente a todos los miembros del club. Recibió el premio al logro excepcional de los premios Bacardi London Club and Bar Awards 2000. Hubo cierta preocupación entre los miembros antes de la publicación en 2001 de sus memorias Tramp's Gold, pero mantuvo su discreción y no causó escándalo. El prólogo del libro fue escrito por el miembro de Tramp Michael Caine. Gold explicó que su secreto para el éxito era «tratar a las celebridades como personas comunes y a las personas comunes como celebridades».

## Vida posterior
Gold se retiró en 2003 y se mudó a las Bahamas con su esposa, la exmodelo Jan De Souza. La pareja se había casado en 1971 y tenía dos hijos, Claire y Nick, que también trabajan en la industria hotelera. Gold regresó a Tramp en 2012 para su fiesta de cumpleaños número 80. Murió por causas desconocidas el 7 de octubre de 2021.